# Peace Hotel
Pour plus de détails, voir Fiche technique et Distribution.
Peace Hotel (和平饭店, Wo ping fan dim) est un film d'action hongkongais écrit et réalisé par Wai Ka-fai et sorti en 1995 à Hong Kong. Produit par John Woo et écrit d'après une histoire conjointe de Chow Yun-fat et Wai Kai-fai,, il se déroule dans une zone désolée de Chine dans les années 1920 ou 1930 et raconte l'histoire d'un homme surnommé le « Tueur » (Chow Yun-fat) qui fait le choix d'abandonner sa vie de criminel et de transformer un vieil hôtel isolé en refuge pour délinquants et criminels ayant leur tête mise à prix. L'accueil d'une étrange femme (Cecilia Yip) dans l'établissement le force cependant à enfreindre ses propres règles.
Dernier film hongkongais de Chow Yun-fat avant son départ pour Hollywood, il est un grand succès au box-office et totalise 24 829 983 HK$ de recettes à Hong Kong.

## Synopsis
Il y a dix ans, Wong A-ping (Chow Yun-fat) avait massacré une bande entière de bandits à lui tout seul et gagné le surnom de « Tueur ». Sa femme avait cependant été tuée pendant l'affrontement et Wong avait finalement épargné un jeune bandit adolescent. Par la suite, il avait transformé un vieux hôtel appelé le Peace Hotel en sanctuaire pour tous ceux ayant besoin de protection. L'établissement a pour simple règle que, quoi qu'il ait fait, celui qui réussit à parvenir au Peace Hotel ne peut pas y être poursuivi. En retour, l'hôtel ne se mêle pas des affaires du milieu, ne prend pas parti et n'aide personne à fuir. Depuis dix ans, personne n'a jamais osé défié le Peace Hotel.
Un jour, une femme sans le sou nommée Shao Shiu-man (Cecilia Yip) arrive à l'hôtel et prétend être une ancienne amante du propriétaire en inventant une histoire aux clients et aux employés qui lui offrent à manger et la laissent rester dans la chambre de Wong. Lorsque celui-ci revient dans sa chambre, Shao, qui se baigne derrière un rideau, lui ment en prétendant être l'une des sœurs Soong et en même temps la fille de l'empereur Song Bing, tandis qu'elle essaie en vain de lui dérober de l'argent. Au restaurant de l'hôtel, Shao voit Wong en personne pour la première fois, ne le reconnait pas et essaie de lui vendre certains de ses effets personnels qu'elle a volés dans sa chambre mais réalise finalement qui il est après avoir vu sa photo dans une montre de poche volée. Par la suite, Shao révèle qu'elle est une serveuse de bar endettée et en fuite après avoir poignardé un prêteur dans les fesses. Wong refuse de la laisser rester et prévoit de l'expulser dès le lendemain.
Shao joue aux dés avec les invités et les employés du Peace Hotel toute la nuit jusqu'à ce qu'une bande de bandits débarque et que Wong la force à lui avouer que le prêteur qu'elle a poignardé à deux petites reprises est en fait mort de ses blessures. Il sort à l'extérieur pour affronter les bandits et son chef, Ting Moon, et découvre que Shao a en fait poignardé le numéro 2 de la bande, lui a volé son arme et tiré sept fois dessus, tout en fauchant également 30 lingots d'or au gang. Cependant, Wong déclare qu'il ne permettra à personne de causer des troubles à l'intérieur du Peace Hotel. Le chef Ting tue soudain l'un des bandits ayant tenté de tuer Wong, jure de dissoudre son gang s'il n'a pas tué la femme dans les 21 jours et installe son campement à l'extérieur de l'hôtel. Furieux, Wong dit à ses employés et à ses autres clients que Shao n'est pas une ancienne amante comme elle le prétend. Ils lui réclament de les rembourser pour la nourriture et le gite et la force finalement à devenir leur bonne à tout faire à l'hôtel. Dans les jours qui suivent, Shao essaie sans succès à plusieurs reprises de tromper Wong pour qu'il l'aide à partir de l'hôtel en toute sécurité, mais il la gifle continuellement, pour le plus grand plaisir des employés et des résidents. Alors qu'il travaille à l'écurie, Shao tente de se donner de force à Wong jusqu'à ce qu'il lui morde la lèvre. Elle dit alors que la réputation de tueur de Wong n'est qu'une légende et qu'il ne pourrait pas tuer tous les bandits s'ils s'introduisaient. Peu après une nouvelle dispute avec Wong, Shao sort à l'extérieur, cours au-delà des limites de l’hôtel et se fait lynchée par les bandits qu'ils l'attendent depuis des jours. Devant cette scène insupportable, Wong rompt le serment du Peace Hotel de ne jamais aider aucun résident. Il se jette parmi les bandits, se bat férocement contre eux avec une torche et les repousse. Il leur déclare alors qu'il tuera quiconque osant s'en prendre au Peace Hotel, comme il a massacré les bandits il y a dix ans. Il ramène ensuite Shao, gravement blessée, à l'intérieur et essaie sans succès de la réanimer avec des gestes de premiers secours jusqu'à ce qu'il retire une prune séchée coincée dans sa gorge et qu'elle se réveille.
Le lendemain, les employés et résidents du Peace Hotel fêtent le départ des bandits. Tout en soignant Shao, Wong lui raconte son histoire, comment son père seigneur de guerre lui a enseigné à tuer en lui tenant la main pour tirer sur des prisonniers et lui a appris que si on tuait une ou deux personnes, on était un assassin, un sale type, mais que si on tuait un millier de personnes, on était un héros, un grand homme. Après la mort de son père quand il avait douze ans, il a erré sans but de village en village et a tué sept personnes qui le frappaient pour le punir d'avoir volé une pomme de terre dans un champ. En grandissant, il a formé sa propre bande et est devenu célèbre pour ses nombreux meurtres jusqu'à ce que sa femme soit tuée il y a dix ans. Il raconte à Shao qu'elle lui ressemble. Le lendemain, deux résidents de l'hôtel quittent l'établissement car ils ne sont pas d'accord avec la décision de Wong d'aider Shao et sont tués hors des limites de l'hôtel par les bandits qui se cachaient encore autour. Wong se met alors à forger des sabres pour se venger.
Wong embrasse Shao lors d'une dernière danse. Bien qu'elle hésite à partir, il finit par la convaincre et ils sortent tous les deux au galop poursuivis par les bandits. Une fois hors de portée, Shao continue seule et Wong rebrousse chemin pour aller protéger son hôtel. Le chef Ting le passe alors à tabac. Il lui révèle que le véritable nom de Shao est Lam Ling, une prostituée ayant couché avec tous les membres de sa bande, et qu'il l'avait déjà capturée mais volontairement envoyée au Peace Hotel pour que Wong s'amourache d'elle et enfreigne sa règle. Il veut se venger de Wong car il est l'adolescent qu'il avait laissé en vie il y a dix ans. Il le laisse retourner dans l'hôtel et déclare qu'il l'attaquera à la tombée de la nuit mais qu'il permet à tous les employés et résidents de partir sans être inquiétés. Par peur pour leur vie, tout le monde à l'intérieur de l'établissement, même ceux présents depuis des années, veulent quitter l'hôtel mais Wong tente de les convaincre que leur seule chance est de rester unis et de se battre ensemble. Toutes les personnes qui sortent des limites de l'hôtel sont alors faites prisonnières par les bandits qui rentrent ensuite dans l'hôtel presque vide. Seul contre tous, Wong se défend avec une mitraillette tandis que Shao revient soudainement. Wong sort alors de l'hôtel, ce qui signifie qu'il a tué tous les bandits y ayant pénétré, et affronte les bandits restants puis le chef Ting dans un duel à l'épée. Après l'avoir tué, il s'écroule, mortellement blessé, et Shao tente sans succès de le réanimer avant de partir avec son cadavre. 
Un enfant résident de l'hôtel raconte la suite des événements et comment les autres résidents ont fini. Il aurait aussi entendu une rumeur selon laquelle Wong aurait été vu quelque part dans le nord de la Chine et aurait aidé une jeune veuve et son fils à ouvrir un hôtel.

## Fiche technique
- Titre original : 和平饭店
- Titre international : Peace Hotel
- Réalisation et scénario : Wai Ka-fai
- Musique : Cacine Wong et Healthy Poon
- Photographie : Horace Wong
- Montage : Chan Kei-hop et Tony Chow
- Production : John Woo
- Société de production : Cassia Hill Production
- Société de distribution : Golden Princess Film Production
- Pays d'origine :  Hong Kong
- Langue : cantonais
- Genre : action et western
- Durée : 89 minutes
- Date de sortie :
  -  Hong Kong : 12 avril 1995
  -  Taïwan : 24 juin 1995
  -  Corée du Sud : 12 août 1995
  -  Japon : 11 novembre 1995

## Distribution
- Chow Yun-fat : Wong A-ping
- Cecilia Yip : Shao Siu-man
- Jacklyn Wu : la femme décédée d'A-ping (participation amicale)
- Chin Ho : Ting Moon, le chef des bandits
  - Sung Boon-chung : Ting Moon adolescent.
- Lau Shun : un musicien aveugle résident de l'hôtel
- Annabelle Lau : Maigrichonne
- Lo Fan : Fox
- Mai Kei : un musicien aveugle résident de l'hôtel
- Joe Cheng : un bandit
- Lee Siu-kei : un résident
- Victor Hon : un résident
- Nam Yin : un résident
- Terrence Fok : un résident
- Rankie Fung
- Gary Mak : un résident
- Yim Kong-ming : un bandit
- Patrick Hon : un résident
- Heung Tip : un résident
- Yip Chi-hung : un résident
- Lam Wei-hau
- Four Tse : un résident
- Yu Ngai-ho : un musicien aveugle résident de l'hôtel
- Chan Hing-hang : un résident
- Tang Cheung : un résident
- Yeung Wo : un résident
- Cheung Yuk-wah : un résident
- Choi Sai : un résident
- Bobby Yip : un bandit
- Law Wai-kai : un résident
- Leung Kei-hei : un bandit
- So Wai-nam : un bandit
- Lam Kwok-kit : un bandit
- Lui Siu-ming : un bandit
- Kong Foo-keung : un bandit
- Lee Tat-chiu : un bandit
- Tsim Siu-ling : un bandit
- Choi Kwok-ping : un bandit
- Lui Ying : un bandit
- Lau Tung-ching : un bandit